# Rodrigeški zovoj
Rodrigeški zovoj (lat. Pterodroma baraui) je morska ptica srednje veličine iz porodice zovoja. Glavno stanište joj je otok Réunion u Indijskom oceanu. 
Englesko ime eng. Barau's petrel je dobila u znak sjećanja na Armanda Baraua, inženjera agrikulture i ornitologa, koji je živio na Réunionu. Opisana je tek 1964. iako je bila otprije poznata lokalnim ljudima.
Pelagična je. Hrani se malim ribama veličine do 10 cm.

## Vanjske poveznice
|  | Zajednički poslužitelj ima još gradiva o temi Pterodroma baraui |
|  | Wikivrste imaju podatke o taksonu Pterodroma baraui             |